# Phyllostegia macrophylla
Phyllostegia macrophylla là một loài thực vật có hoa trong họ Hoa môi. Loài này được (Gaudich.) Benth. miêu tả khoa học đầu tiên năm 1830.